# 弁天島 (福山市)

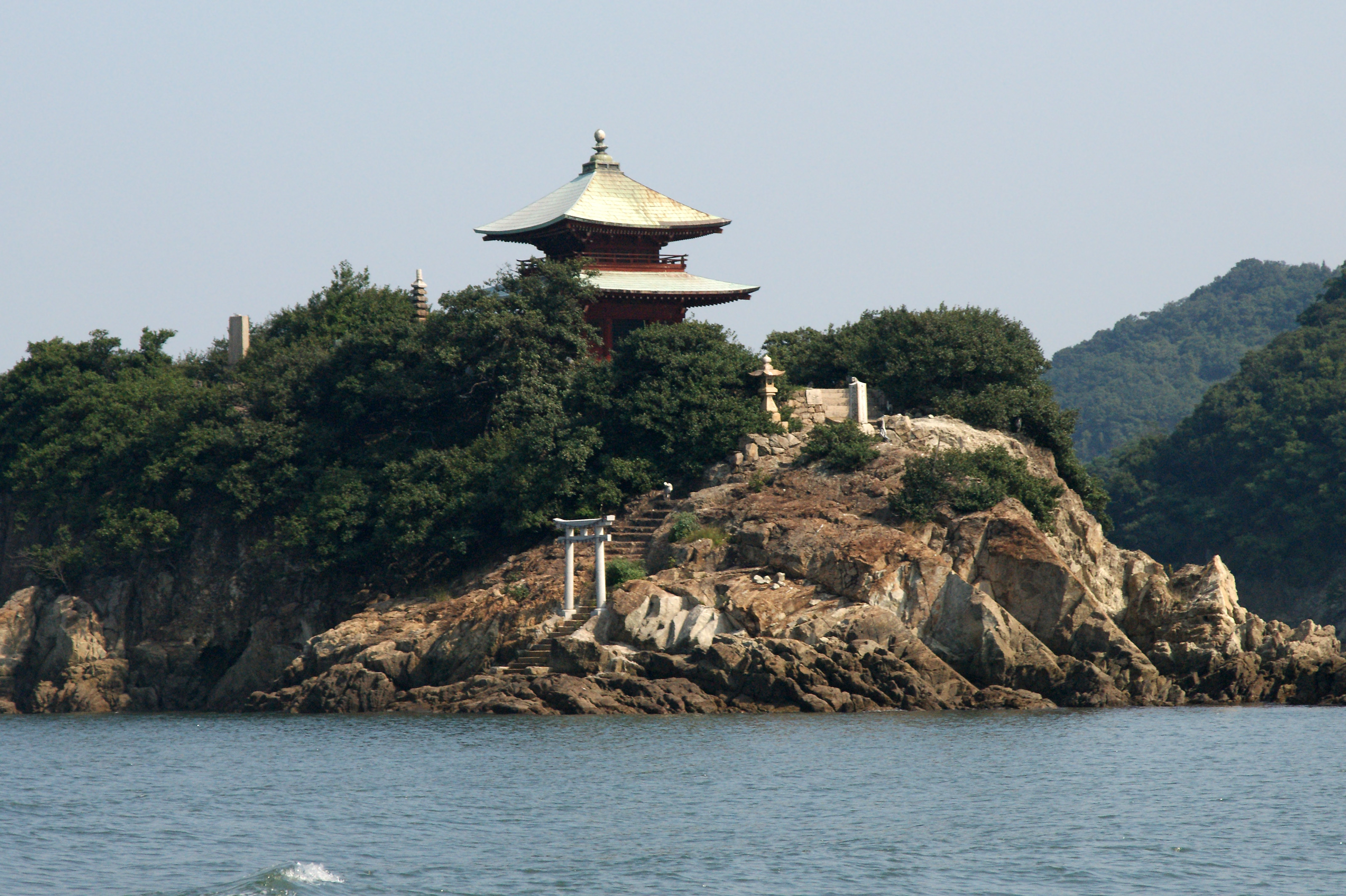
弁天堂と参道

弁天島（べんてんじま）は瀬戸内海の鞆の浦（広島県福山市）にある島。例年5月には弁天島から花火を打ち上げる「鞆の浦弁天島花火大会」が催され、鞆の浦の初夏の到来を告げる風物詩とされている。

## 地誌
鞆の浦は瀬戸内海の中央部に位置する。付近では、潮汐により本州島の沼隈半島と四国島の荘内半島あたりを境にして潮が東西に分かれたり、流れ込んだりする。そのため古来、鞆の港は瀬戸内海を往来する船舶が満潮や干潮のために待機する海上交通の要衝となっていた。
弁天島は鞆港の外、東へ300メートルほど沖合、港と仙酔島との中間に位置し、鞆港から船で仙酔島へ渡る際には進行方向の右手に弁天島を見ることになる。

### 百貫島の伝承と石塔婆
弁天島は、古名を百貫島と称した。これは島内にある鎌倉時代の石塔の由緒に関連した名前だという。
伝承によれば、藤原正道という近江の武士が、厳島神社を参詣した帰路にこの島に立ち寄った際、うっかりして父祖伝来の太刀を海中へ落としてしまった。この武士は、手間賃として100貫を支払うので、海へ潜り刀を拾ってくるよう、地元の漁師に依頼した。しかしサメをおそれて誰もが依頼を断ったという。
武士は立腹して漁師たちの小胆を嘲った。これに及び、ある若い漁師が名誉を守るために海へ飛び込んだ。若者はしばらくして刀を咥えて姿を表したが、足をサメに食われており間もなく息を引き取った。武士は支払うはずだった100貫を費やし、供養のための石塔を建立したという。
島内の石塔婆には文永8年（1271年）6月25日の銘がある。これは、年代が特定できるものとしては広島県内で最も古いもので、広島県の重要文化財「弁天島塔婆（九層石塔婆）」に指定されている（指定日：1954年（昭和29年）9月29日）。
伝承ではこの石塔婆は11層のものだったとされているが、第5層と6層が欠損し、現存するものは9層となっている。花崗岩でできており、高さは約3.7メートル。

### 弁天堂
島内には航海の守護神である弁財天を祀る堂宇があり、福寿堂と呼ばれている。これは、備後福山藩水野勝俊の家臣で鞆の初代奉行だった荻野重富（1578年 - 1652年）により再建されたものである。再建年代は正保元年（1644年）とされる。
荻野重富は『鞆記』、『鞆浦さすらひの記』などの著作を残しており、百貫島の伝承も採録されている。
朱塗りの社殿が現存し、近年は夜間のライトアップが実施されている。

## 所在地
〒720-0201 広島県福山市鞆町弁天島 

## 交通アクセス
- JR山陽本線および山陽新幹線 福山駅から鞆鉄バスで約30分、終点下車、徒歩5分で対岸（弁天島への渡船は出ていない）

## 周辺
- 福禅寺（対岸）
- 円福寺（対岸）

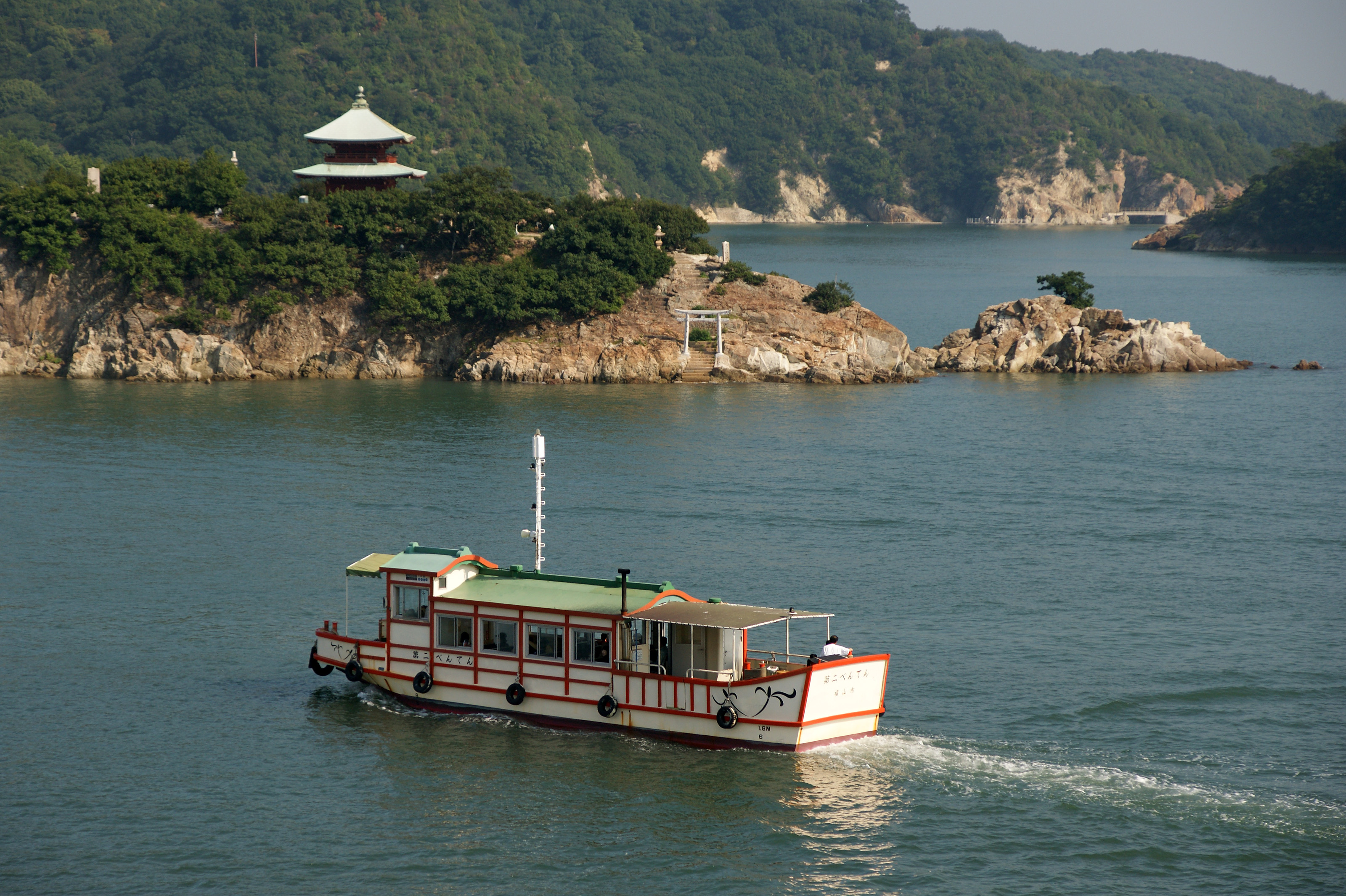
渡船「第二べんてん」
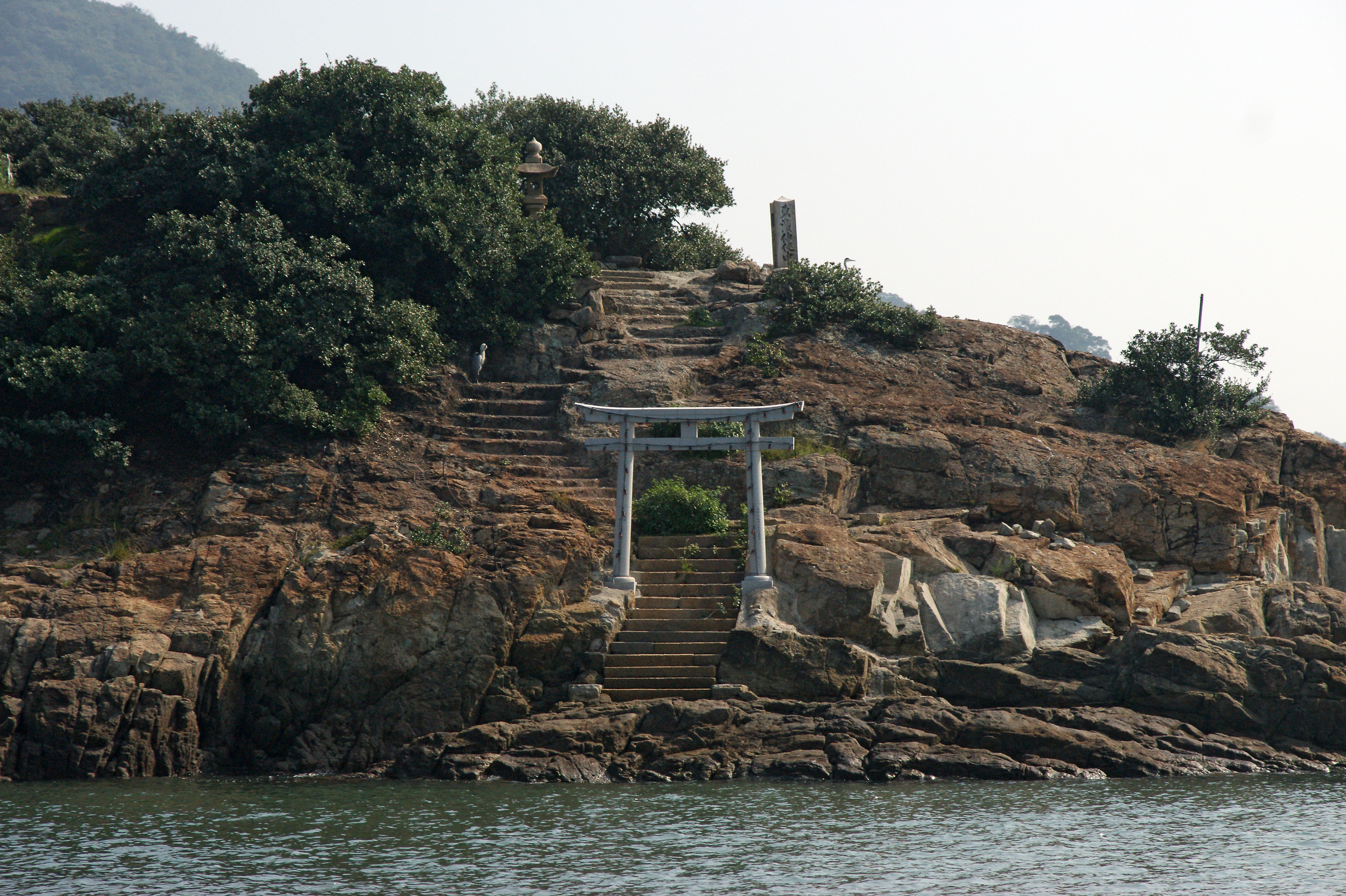
参道前、船着場